# Tabanus pararufiventris
Tabanus pararufiventris är en tvåvingeart som beskrevs av Nieschulz 1927. Tabanus pararufiventris ingår i släktet Tabanus och familjen bromsar. Inga underarter finns listade i Catalogue of Life.